# Аматняк, Михаил Михайлович
Михаи́л Миха́йлович Аматня́к (1879 — ?) — русский музыкант, ударник, музыкальный педагог.

## Биография
Образование:
- 1894—1896 класс скрипки Н. Галкина[1]
- 1910 — класс тромбона и тубы П. Волкова[1]

С 1907 по 1917 год был преподавателем класса ударных инструментов Санкт-Петербургской консерватории. Одним из его учеников был Василий Осадчук, впоследствии ставший одним из преподавателей Консерватории.
На протяжении 20 лет занимал должность дирижёра оркестра Мариинского театра.
В 1920 году уехал в Курск, где организовал симфонический оркестр, просуществовавший до середины 1920-х годов. Дата смерти неизвестна.